# 保謙
保謙(1857年—?)，字爾光，号華東，陳氏，滿洲鑲藍旗包衣人，清朝政治人物、同進士出身。
光緒二十年（1894年），参加光緒甲午科殿試，登進士三甲104名。同年五月，授内阁中书。